# Il cobra (film 1944)
Il cobra (Cobra Woman) è un film di Robert Siodmak del 1944, interpretato da María Montez nel doppio ruolo di due gemelle, una malvagia e l'altra buona. Lussureggiante favola esotica in Technicolor, nello stile dei film della diva Montez, qui affiancata da uno dei suoi partner storici, Jon Hall.
Tra i comprimari, Lon Chaney Jr. e Sabu, il giovane attore indiano scoperto da Robert J. Flaherty qualche anno prima in India e che, nel 1942, era arrivato a Hollywood per lavorare con l'Universal.

## Trama
Tollea, una giovane e bellissima isolana, viene rapita alla vigilia delle nozze per essere portata in un'isola di cui è grande sacerdotessa sua sorella gemella Nadja, crudele sovrana di una tribù che pratica il culto del cobra. La giovane dovrebbe essere la vittima di un sacrificio agli dei dell'isola. Un'eruzione vulcanica porta la storia al suo climax: Toella prende il posto di Nadja, la sorella malvagia, e si riunisce al fidanzato.